# See You (píseň, Depeche Mode)
„See You“ je píseň britské elektronické hudební skupiny Depeche Mode z jejího druhého studiového alba A Broken Frame. Píseň vyšla 29. ledna 1982 jako první singl z alba. Jedná se o první singl skupiny napsaný Martinem Gorem; zároveň se jedná o první vydaný po odchodu Vince Clarka v roce 1981.